# Suchojeżyno
Suchojeżyno (ros. Сухоежино) – wieś w Rosji, w rejonie waszkińskim obwodu wołogodzkiego. W 2010 r. liczyła 5 mieszkańców.